# Humberto Lara Mejía
Humberto Lara Mejía CM (* 18. Januar 1917 in Guatemala-Stadt; † 9. Juni 1972 in Santa Cruz del Quiché) war ein guatemaltekischer römisch-katholischer Ordensgeistlicher und Bischof von Santa Cruz del Quiché.

## Leben
Humberto Lara Mejía trat der Ordensgemeinschaft der Lazaristen bei und empfing am 8. November 1942 das Sakrament der Priesterweihe.
Am 19. Juli 1957 ernannte ihn Papst Pius XII. zum Titularbischof von Traianopolis in Phrygia und zum Weihbischof in Verapaz, Cobán. Der Apostolische Nuntius in Guatemala, Erzbischof Giuseppe Paupini, spendete ihm am 27. Oktober desselben Jahres in der Kathedrale von Guatemala-Stadt die Bischofsweihe; Mitkonsekratoren waren der Erzbischof von Panama, Francisco Beckmann CM, und der Bischof von Verapaz, Cobán, Raimundo María Julián Manguán-Martín y Delgado OP. Lara Mejía nahm an der zweiten, dritten und vierten Sitzungsperiode des Zweiten Vatikanischen Konzils teil.
Papst Paul VI. bestellte ihn am 5. Mai 1967 zum ersten Bischof von Santa Cruz del Quiché.